# Liste des récompenses et nominations de The Walking Dead
Cette page contient les récompenses et nominations de la série télévisée américaine The Walking Dead
| Awards                              | Lauréat | Nomination |
| ----------------------------------- | ------- | ---------- |
| American Cinema Editors             | 2       | 0          |
| Casting Society of America Awards   | 0       | 1          |
| Critics' Choice Television Awards   | 2       | 3          |
| Fangoria Chainsaw Awards            | 0       | 2          |
| Gold Derby TV Awards                | 0       | 3          |
| Golden Globes                       | 0       | 5          |
| Motion Picture Sound Editors Awards | 2       | 3          |
| MTV Movie and TV Awards             | 2       | 0          |
| NAACP Image Awards                  | 0       | 1          |
| People's Choice Awards              | 5       | 25         |
| Primetime Emmy Awards               | 2       | 14         |
| Satellite Awards                    | 3       | 4          |
| Saturn Awards                       | 22      | 39         |
| Screen Actors Guild Awards          | 0       | 8          |
| Scream Awards                       | 1       | 3          |
| Teen Choice Awards                  | 1       | 3          |
| Visual Effects Society              | 0       | 1          |
| Total                               | 42      | 109        |

## American Cinema Editors
| Année | Cérémonie                                 | Récompense                                                        | Résultat | Réf   |
| ----- | ----------------------------------------- | ----------------------------------------------------------------- | -------- | ----- |
| 2011  | 61e cérémonie des American Cinema Editors | Meilleur montage d'une série de 60 minutes sur le réseau national | Lauréat  | [ 1 ] |
| 2011  | 61e cérémonie des American Cinema Editors | Meilleure série diffusée sur le câble ou en syndication           | Lauréat  | [ 1 ] |

## Casting Society of America Awards
| Année | Cérémonie                                           | Récompense                                         | Résultat   | Réf   |
| ----- | --------------------------------------------------- | -------------------------------------------------- | ---------- | ----- |
| 2011  | 27e cérémonie des Casting Society of America Awards | Meilleur casting pour un pilote de série télévisée | Nomination | [ 2 ] |

## Critics' Choice Television Awards
| Année | Cérémonie                                           | Récompense                                                      | Pour            | Résultat   | Réf |
| ----- | --------------------------------------------------- | --------------------------------------------------------------- | --------------- | ---------- | --- |
| 2011  | 1re cérémonie des Critics' Choice Television Awards | Meilleure série dramatique                                      |                 | Nomination |     |
| 2013  | 3e cérémonie des Critics' Choice Television Awards  | Meilleur acteur dans une série dramatique                       | Andrew Lincoln  | Nomination |     |
| 2014  | 4e cérémonie des Critics' Choice Television Awards  | Meilleure série favorisant le bingewatching                     |                 | Lauréat    |     |
| 2015  | 5e cérémonie des Critics' Choice Television Awards  | Meilleure actrice dans un second rôle dans une série dramatique | Melissa McBride | Nomination |     |
| 2017  | 7e cérémonie des Critics' Choice Television Awards  | Meilleur invité dans une série télévisée dramatique             | Jeffrey Dean    | Lauréat    |     |

## Fangoria Chainsaw Awards
| Année | Cérémonie                                 | Récompense                                   | Pour         | Résultat   | Réf |
| ----- | ----------------------------------------- | -------------------------------------------- | ------------ | ---------- | --- |
| 2016  | 2e cérémonie des Fangoria Chainsaw Awards | Meilleure série télévisée                    |              | Nomination |     |
| 2016  | 2e cérémonie des Fangoria Chainsaw Awards | Meilleur acteur dans un second rôle masculin | Lennie James | Nomination |     |

## Gold Derby TV Awards
| Année | Cérémonie                              | Récompense                                              | Pour               | Résultat   | Réf |
| ----- | -------------------------------------- | ------------------------------------------------------- | ------------------ | ---------- | --- |
| 2016  | 13e cérémonie des Gold Derby TV Awards | meilleur second rôle masculin dans une série dramatique | John Carroll Lynch | Nomination |     |
| 2016  | 13e cérémonie des Gold Derby TV Awards | Meilleur montage son pour un dialogue cour              | épisode Perte      | Nomination |     |
| 2016  | 13e cérémonie des Gold Derby TV Awards | Meilleur montage son pour un dialogue long              | Jerry Ross         | Nomination |     |

## Golden Globes
| Année | Cérémonie                       | Récompense                                                                                           | Pour                | Résultat   | Réf |
| ----- | ------------------------------- | --- | ------------------- | ---------- | --- |
| 2010  | 68e cérémonie des Golden Globes | Meilleure série télévisée dramatique aux côtés de Boardwalk Empire, Dexter, The Good Wife et Mad Men |                     | Nomination |     |
| 2010  | 68e cérémonie des Golden Globes | Meilleur acteur principal dans une série télévisée                                                   | Andrew Lincoln      | Nomination |     |
| 2010  | 68e cérémonie des Golden Globes | Meilleure actrice principale dans une série télévisée                                                | Sarah Wayne Callies | Nomination |     |
| 2010  | 68e cérémonie des Golden Globes | Meilleur second rôle masculin dans une série télévisée                                               | Steven Yeun         | Nomination |     |
| 2010  | 68e cérémonie des Golden Globes | Meilleur second rôle féminin dans une série télévisée                                                | Laurie Holden       | Nomination |     |

## Motion Picture Sound Editors Awards
| Année | Cérémonie                                             | Récompense                                  | Pour                               | Résultat   | Réf |
| ----- | ----------------------------------------------------- | ------------------------------------------- | ---------------------------------- | ---------- | --- |
| 2011  | 58e cérémonie des Motion Picture Sound Editors Awards | Meilleur montage son pour un dialogue long  | épisode Passé décomposé            | Nomination |     |
| 2011  | 58e cérémonie des Motion Picture Sound Editors Awards | Meilleur montage son pour un dialogue court | épisode Tripes                     | Lauréat    |     |
| 2011  | 58e cérémonie des Motion Picture Sound Editors Awards | Meilleur montage son des effets spéciaux    | épisode Passé décomposé            | Nomination |     |
| 2012  | 59e cérémonie des Motion Picture Sound Editors Awards | Meilleur montage son des effets spéciaux    |                                    | Lauréat    |     |
| 2016  | 63e cérémonie des Motion Picture Sound Editors Awards | Meilleur montage son pour un dialogue long  | épisode Les cœurs battent toujours | Nomination |     |

## MTV Movie and TV Awards
| Année | Cérémonie                                           | Récompense                     | Pour                                      | Résultat | Réf |
| ----- | --------------------------------------------------- | ------------------------------ | ----------------------------------------- | -------- | --- |
| 2017  | 26e cérémonie cérémonie des MTV Movie and TV Awards | Meilleur acteur dans une série | Jeffrey Dean Morgan dans le rôle de Negan | Lauréat  |     |
| 2017  | 26e cérémonie cérémonie des MTV Movie and TV Awards | Meilleur méchant pour          | Jeffrey Dean Morgan dans le rôle de Negan | Lauréat  |     |

## NAACP Image Awards
| Année | Cérémonie                                 | Récompense                                             | Pour         | Résultat   | Réf |
| ----- | ----------------------------------------- | ------------------------------------------------------ | ------------ | ---------- | --- |
| 2016  | 47e cérémonie des NAACP Image Awards 2016 | Meilleur second rôle féminin dans une série dramatique | Danai Gurira | Nomination |     |

## People's Choice Awards
| Année | Cérémonie                                | Récompense                                                          | Pour           | Résultat   | Réf |
| ----- | ---------------------------------------- | ------------------------------------------------------------------- | -------------- | ---------- | --- |
| 2012  | 38e cérémonie des People's Choice Awards | Série de science-fiction ou fantastique préférée                    |                | Nomination |     |
| 2013  | 39e cérémonie des People's Choice Awards | Série de science-fiction ou fantastique préférée                    |                | Nomination |     |
| 2013  | 39e cérémonie des People's Choice Awards | Série dramatique préférée sur le câble                              |                | Nomination |     |
| 2014  | 40e cérémonie des People's Choice Awards | Série de science-fiction ou fantastique préférée                    |                | Nomination |     |
| 2014  | 40e cérémonie des People's Choice Awards | Série dramatique du câble préférée                                  |                | Lauréat    |     |
| 2014  | 40e cérémonie des People's Choice Awards | Anti-héros préféré                                                  | Rick Grimes    | Lauréat    |     |
| 2014  | 40e cérémonie des People's Choice Awards | Héros préféré                                                       | Norman Reedus  | Lauréat    |     |
| 2014  | 40e cérémonie des People's Choice Awards | Héros préféré de science-fiction ou fantastique                     | Rick Grimes    | Nomination |     |
| 2015  | 41e cérémonie des People's Choice Awards | Meilleure série de fantasy du câble américain                       |                | Nomination |     |
| 2015  | 41e cérémonie des People's Choice Awards | Meilleure série télévisée                                           |                | Nomination |     |
| 2015  | 41e cérémonie des People's Choice Awards | Meilleur personnage de fiction                                      | Scott Wilson   | Nomination |     |
| 2016  | 42e cérémonie des People's Choice Awards | Meilleure série préférée                                            |                | Nomination |     |
| 2016  | 42e cérémonie des People's Choice Awards | Série de science-fiction ou fantastique préférée                    |                | Lauréat    |     |
| 2017  | 43e cérémonie des People's Choice Awards | Meilleure série de science-fiction ou fantastique du câble préférée |                | Lauréat    |     |
| 2017  | 43e cérémonie des People's Choice Awards | Série préférée                                                      |                | Nomination |     |
| 2017  | 43e cérémonie des People's Choice Awards | Acteur préféré de science-fiction/fantastique                       | Rick Grimes    | Nomination |     |
| 2017  | 43e cérémonie des People's Choice Awards | Actrice préférée de science-fiction/fantastique                     | Lauren Cohan   | Nomination |     |
| 2018  | 44e cérémonie des People's Choice Awards | Série préférée                                                      |                | Nomination |     |
| 2018  | 44e cérémonie des People's Choice Awards | Série de science-fiction ou de fantasy du câble préférée            |                | Nomination |     |
| 2018  | 44e cérémonie des People's Choice Awards | Acteur préféré                                                      | Andrew Lincoln | Nomination |     |
| 2018  | 44e cérémonie des People's Choice Awards | Acteur préféré                                                      | Norman Reedus  | Nomination |     |
| 2018  | 44e cérémonie des People's Choice Awards | Actrice préférée                                                    | Lauren Cohan   | Nomination |     |
| 2018  | 44e cérémonie des People's Choice Awards | Actrice préférée                                                    | Danai Gurira   | Nomination |     |
| 2018  | 44e cérémonie des People's Choice Awards | Acteur dramatique                                                   | Andrew Lincoln | Nomination |     |
| 2018  | 44e cérémonie des People's Choice Awards | Série binge                                                         | Andrew Lincoln | Nomination |     |
| 2019  | 45e cérémonie des People's Choice Awards | Série préférée                                                      |                | Nomination |     |
| 2019  | 45e cérémonie des People's Choice Awards | Série dramatique                                                    |                | Nomination |     |
| 2019  | 45e cérémonie des People's Choice Awards | Acteur préféré                                                      | Norman Reedus  | Nomination |     |
| 2019  | 45e cérémonie des People's Choice Awards | Actrice préférée                                                    | Danai Gurira   | Nomination |     |
| 2019  | 45e cérémonie des People's Choice Awards | Acteur dramatique                                                   | Norman Reedus  | Nomination |     |

## Primetime Emmy Awards
| Année | Cérémonie                               | Récompense                                         | Résultat   | Réf   |
| ----- | --------------------------------------- | -------------------------------------------------- | ---------- | ----- |
| 2011  | 63e cérémonie des Primetime Emmy Awards | Meilleur maquillage pour une série ou un film      | Lauréat    | ,     |
| 2011  | 63e cérémonie des Primetime Emmy Awards | Meilleur son                                       | Nomination |       |
| 2011  | 63e cérémonie des Primetime Emmy Awards | Meilleurs effets spéciaux                          | Nomination |       |
| 2012  | 64e cérémonie des Primetime Emmy Awards | Meilleur maquillage pour une série ou un film      | Lauréat    | ,     |
| 2012  | 64e cérémonie des Primetime Emmy Awards | Meilleur son                                       | Nomination |       |
| 2012  | 64e cérémonie des Primetime Emmy Awards | Meilleurs effets spéciaux                          | Nomination |       |
| 2013  | 65e cérémonie des Primetime Emmy Awards | Meilleur maquillage pour une série ou un film      | Nomination |       |
| 2014  | 66e cérémonie des Primetime Emmy Awards | Meilleur montage                                   | Nomination |       |
| 2014  | 66e cérémonie des Primetime Emmy Awards | Meilleurs effets spéciaux                          | Nomination |       |
| 2015  | 67e cérémonie des Primetime Emmy Awards | Meilleur maquillage pour une série ou un film      | Nomination |       |
| 2015  | 67e cérémonie des Primetime Emmy Awards | Meilleur son                                       | Nomination |       |
| 2015  | 67e cérémonie des Primetime Emmy Awards | Meilleurs effets spéciaux                          | Nomination |       |
| 2015  | 67e cérémonie des Primetime Emmy Awards | Meilleurs cascadeurs                               | Nomination |       |
| 2016  | 68e cérémonie des Primetime Emmy Awards | Meilleurs effets visuels dans l'épisode Sans issue | Nomination | [ 7 ] |
| 2016  | 68e cérémonie des Primetime Emmy Awards | Meilleur maquillage pour une série ou un film      | Nomination |       |
| 2017  | 69e cérémonie des Primetime Emmy Awards | Meilleur maquillage pour une série ou un film      | Nomination |       |

## Satellite Awards
| Année | Cérémonie                          | Récompense                | Pour | Résultat   | Réf |
| ----- | ---------------------------------- | ------------------------- | ---- | ---------- | --- |
| 2011  | 16e cérémonie des Satellite Awards | Meilleure série de genre  |      | Nomination |     |
| 2012  | 17e cérémonie des Satellite Awards | Meilleure série de genre  |      | Lauréat    |     |
| 2012  | 17e cérémonie des Satellite Awards | Meilleure distribution    |      | Lauréat    |     |
| 2013  | 18e cérémonie des Satellite Awards | Meilleure série de genre  |      | Nomination |     |
| 2014  | 19e cérémonie des Satellite Awards | Meilleure série de genre  |      | Nomination |     |
| 2015  | 20e cérémonie des Satellite Awards | Meilleure série de genre  |      | Lauréat    |     |
| 2016  | 21e cérémonie des Satellite Awards | meilleure série télévisée |      | Nomination |     |

## Saturn Awards
| Année | Cérémonie                       | Récompense                                              | Pour                | Résultat   | Réf    |
| ----- | ------------------------------- | ------------------------------------------------------- | ------------------- | ---------- | ------ |
| 2011  | 37e cérémonie des Saturn Awards | Meilleur téléfilm, mini-série ou programme spécial      |                     | Lauréat    | [ 8 ]  |
| 2011  | 37e cérémonie des Saturn Awards | Meilleur acteur de télévision                           | Andrew Lincoln      | Nomination | [ 8 ]  |
| 2011  | 37e cérémonie des Saturn Awards | Meilleure actrice principale dans une série télévisée   | Sarah Wayne Callies | Nomination | [ 8 ]  |
| 2011  | 37e cérémonie des Saturn Awards | Meilleur second rôle masculin dans une série télévisée  | Steven Yeun         | Nomination | [ 8 ]  |
| 2011  | 37e cérémonie des Saturn Awards | Meilleur second rôle féminin dans une série télévisée   | Laurie Holden       | Nomination | [ 8 ]  |
| 2011  | 37e cérémonie des Saturn Awards | Meilleur artiste invité                                 | Noah Emmerich       | Nomination | [ 8 ]  |
| 2012  | 38e cérémonie des Saturn Awards | Meilleur téléfilm, mini-série ou programme spécial      |                     | Lauréat    | [ 9 ]  |
| 2012  | 38e cérémonie des Saturn Awards | Meilleur second rôle masculin dans une série télévisée  | Norman Reedus       | Nomination | [ 9 ]  |
| 2013  | 39e cérémonie des Saturn Awards | Meilleure série diffusée sur le câble ou en syndication |                     | Lauréat    | [ 10 ] |
| 2013  | 39e cérémonie des Saturn Awards | Meilleure actrice de télévision dans un second rôle     | Laurie Holden       | Lauréat    | [ 10 ] |
| 2013  | 39e cérémonie des Saturn Awards | Meilleur acteur de télévision                           | Andrew Lincoln      | Nomination | [ 10 ] |
| 2013  | 39e cérémonie des Saturn Awards | Meilleur acteur de télévision dans un second rôle       | David Morrissey     | Nomination | [ 10 ] |
| 2014  | 40e cérémonie des Saturn Awards | Meilleure série diffusée sur le câble ou en syndication |                     | Nomination | [ 11 ] |
| 2014  | 40e cérémonie des Saturn Awards | Meilleure actrice de télévision dans un second rôle     | Melissa McBride     | Lauréat    | [ 11 ] |
| 2014  | 40e cérémonie des Saturn Awards | Meilleur artiste invité                                 | David Morrissey     | Nomination | [ 11 ] |
| 2014  | 40e cérémonie des Saturn Awards | Meilleur jeune acteur de télévision                     | Chandler Riggs      | Nomination | [ 11 ] |
| 2015  | 41e cérémonie des Saturn Awards | Meilleure série diffusée sur le câble ou en syndication |                     | Lauréat    | [ 12 ] |
| 2015  | 41e cérémonie des Saturn Awards | Meilleur acteur de télévision                           | Andrew Lincoln      | Lauréat    | [ 12 ] |
| 2015  | 41e cérémonie des Saturn Awards | Meilleur acteur de télévision dans un second rôle       | Norman Reedus       | Nomination | [ 12 ] |
| 2015  | 41e cérémonie des Saturn Awards | Meilleure actrice de télévision dans un second rôle     | Emily Kinney        | Nomination | [ 12 ] |
| 2015  | 41e cérémonie des Saturn Awards | Meilleure actrice de télévision dans un second rôle     | Melissa McBride     | Lauréat    | [ 12 ] |
| 2015  | 41e cérémonie des Saturn Awards | Meilleur jeune acteur de télévision                     | Chandler Riggs      | Nomination | [ 12 ] |
| 2015  | 41e cérémonie des Saturn Awards | Meilleur artiste invité                                 | Andrew J. West      | Nomination | [ 12 ] |
| 2016  | 42e cérémonie des Saturn Awards | Meilleure série d'horreur                               |                     | Lauréat    | [ 13 ] |
| 2016  | 42e cérémonie des Saturn Awards | Meilleure actrice de télévision dans un second rôle     | Danai Gurira        | Lauréat    | [ 13 ] |
| 2016  | 42e cérémonie des Saturn Awards | Meilleur jeune acteur de télévision                     | Chandler Riggs      | Lauréat    | [ 13 ] |
| 2016  | 42e cérémonie des Saturn Awards | Meilleur acteur de télévision                           | Andrew Lincoln      | Nomination | [ 13 ] |
| 2016  | 42e cérémonie des Saturn Awards | Meilleure actrice de télévision dans un second rôle     | Tovah Feldshuh      | Nomination | [ 13 ] |
| 2016  | 42e cérémonie des Saturn Awards | Meilleure actrice de télévision dans un second rôle     | Melissa McBride     | Nomination | [ 13 ] |
| 2016  | 42e cérémonie des Saturn Awards | Meilleur artiste invité                                 | John Carroll Lynch  | Nomination | [ 13 ] |
| 2017  | 43e cérémonie des Saturn Awards | Meilleure série d'horreur                               |                     | Lauréat    |        |
| 2017  | 43e cérémonie des Saturn Awards | Meilleur acteur de télévision                           | Andrew Lincoln      | Lauréat    |        |
| 2017  | 43e cérémonie des Saturn Awards | Meilleur second rôle masculin dans une série télévisée  | Norman Reedus       | Nomination |        |
| 2017  | 43e cérémonie des Saturn Awards | Meilleure actrice de télévision dans un second rôle     | Danai Gurira        | Nomination |        |
| 2017  | 43e cérémonie des Saturn Awards | Meilleure actrice de télévision dans un second rôle     | Melissa McBride     | Nomination |        |
| 2017  | 43e cérémonie des Saturn Awards | Meilleur jeune acteur de télévision                     | Chandler Riggs      | Nomination |        |
| 2017  | 43e cérémonie des Saturn Awards | Meilleur artiste invité                                 | Jeffrey Dean Morgan | Lauréat    |        |
| 2018  | 44e cérémonie des Saturn Awards | Meilleure série d'horreur                               |                     | Lauréat    |        |
| 2018  | 44e cérémonie des Saturn Awards | Meilleur acteur de télévision                           | Andrew Lincoln      | Nomination |        |
| 2018  | 44e cérémonie des Saturn Awards | Meilleur second rôle masculin dans une série télévisée  | Khary Payton        | Nomination |        |
| 2018  | 44e cérémonie des Saturn Awards | Meilleure actrice de télévision dans un second rôle     | Danai Gurira        | Nomination |        |
| 2018  | 44e cérémonie des Saturn Awards | Meilleure actrice de télévision dans un second rôle     | Melissa McBride     | Nomination |        |
| 2018  | 44e cérémonie des Saturn Awards | Meilleur jeune acteur de télévision                     | Chandler Riggs      | Lauréat    |        |
| 2018  | 44e cérémonie des Saturn Awards | Meilleur artiste invité                                 | Jeffrey Dean Morgan | Nomination |        |
| 2019  | 45e cérémonie des Saturn Awards | Meilleure série d'horreur                               |                     | Lauréat    |        |
| 2019  | 45e cérémonie des Saturn Awards | Meilleur acteur de télévision                           | Andrew Lincoln      | Nomination |        |
| 2019  | 45e cérémonie des Saturn Awards | Meilleur second rôle masculin dans une série télévisée  | Khary Payton        | Nomination |        |
| 2019  | 45e cérémonie des Saturn Awards | Meilleure actrice de télévision dans un second rôle     | Danai Gurira        | Lauréat    |        |
| 2019  | 45e cérémonie des Saturn Awards | Meilleure actrice de télévision dans un second rôle     | Melissa McBride     | Nomination |        |
| 2019  | 45e cérémonie des Saturn Awards | Meilleur artiste invité                                 | Jeffrey Dean Morgan | Lauréat    |        |
| 2021  | 46e cérémonie des Saturn Awards | Meilleure série d'horreur                               |                     | Lauréat    |        |
| 2021  | 46e cérémonie des Saturn Awards | Meilleur second rôle masculin dans une série télévisée  | Norman Reedus       | Nomination |        |
| 2021  | 46e cérémonie des Saturn Awards | Meilleure actrice de télévision dans un second rôle     | Melissa McBride     | Nomination |        |
| 2021  | 46e cérémonie des Saturn Awards | Meilleur jeune acteur de télévision                     | Cassady McClincy    | Nomination |        |
| 2021  | 46e cérémonie des Saturn Awards | Meilleur artiste invité                                 | Jeffrey Dean Morgan | Nomination |        |
| 2022  | 47e cérémonie des Saturn Awards | Meilleure série d'horreur                               |                     | Lauréat    |        |
| 2022  | 47e cérémonie des Saturn Awards | Meilleure actrice de télévision dans un second rôle     | Lauren Cohan        | Lauréat    |        |
| 2022  | 47e cérémonie des Saturn Awards | Meilleure actrice de télévision dans un second rôle     | Melissa McBride     | Nomination |        |
| 2022  | 47e cérémonie des Saturn Awards | Meilleur second rôle masculin dans une série télévisée  | Michael James Shaw  | Nomination |        |
| 2022  | 47e cérémonie des Saturn Awards | Meilleur artiste invité                                 | Michael Biehn       | Nomination |        |
| 2022  | 47e cérémonie des Saturn Awards | Meilleur artiste invité                                 | Jeffrey Dean Morgan | Nomination |        |

## Screen Actors Guild Awards
| Année | Cérémonie                                    | Récompense                                              | Pour | Résultat   | Réf    |
| ----- | -------------------------------------------- | ------------------------------------------------------- | --- | ---------- | ------ |
| 2013  | 19e cérémonie des Screen Actors Guild Awards | Meilleure équipe de cascadeurs dans une série télévisée | Ashley Rae Trisler Russell Towery Bob Fisher Andy Rusk Taylor Towery Shellita Boxie Jennifer Badger Elizabeth Davidovich Becky Decker Cal Johnson Marque Ohmes Jasi Cotton Lanier Ben Loggins T. Ryan Mooney Anderson Martin Marcelle Coletti Stephen Conroy Casey Ann Zeller Anthony DiRocco | Nomination | [ 14 ] |
| 2014  | 20e cérémonie des Screen Actors Guild Awards | Meilleure équipe de cascadeurs dans une série télévisée | Ashley Rae Trisler Russell Towery Bob Fisher Andy Rusk Taylor Towery Shellita Boxie Jennifer Badger Elizabeth Davidovich Becky Decker Cal Johnson Marque Ohmes Jasi Cotton Lanier Ben Loggins T. Ryan Mooney Anderson Martin Marcelle Coletti Stephen Conroy Casey Ann Zeller Anthony DiRocco | Nomination | [ 15 ] |
| 2015  | 21e cérémonie des Screen Actors Guild Awards | Meilleure équipe de cascadeurs dans une série télévisée | Ashley Rae Trisler Russell Towery Bob Fisher Andy Rusk Taylor Towery Shellita Boxie Jennifer Badger Elizabeth Davidovich Becky Decker Cal Johnson Marque Ohmes Jasi Cotton Lanier Ben Loggins T. Ryan Mooney Anderson Martin Marcelle Coletti Stephen Conroy Casey Ann Zeller Anthony DiRocco | Nomination | [ 16 ] |
| 2016  | 22e cérémonie des Screen Actors Guild Awards | Meilleure équipe de cascadeurs dans une série télévisée | Ashley Rae Trisler Russell Towery Bob Fisher Andy Rusk Taylor Towery Shellita Boxie Jennifer Badger Elizabeth Davidovich Becky Decker Cal Johnson Marque Ohmes Jasi Cotton Lanier Ben Loggins T. Ryan Mooney Anderson Martin Marcelle Coletti Stephen Conroy Casey Ann Zeller Anthony DiRocco | Nomination | [ 17 ] |
| 2017  | 23e cérémonie des Screen Actors Guild Awards | Meilleure équipe de cascadeurs dans une série télévisée | Ashley Rae Trisler Russell Towery Bob Fisher Andy Rusk Taylor Towery Shellita Boxie Jennifer Badger Elizabeth Davidovich Becky Decker Cal Johnson Marque Ohmes Jasi Cotton Lanier Ben Loggins T. Ryan Mooney Anderson Martin Marcelle Coletti Stephen Conroy Casey Ann Zeller Anthony DiRocco | Nomination | [ 18 ] |
| 2018  | 24e cérémonie des Screen Actors Guild Awards | Meilleure équipe de cascadeurs dans une série télévisée | Ashley Rae Trisler Russell Towery Bob Fisher Andy Rusk Taylor Towery Shellita Boxie Jennifer Badger Elizabeth Davidovich Becky Decker Cal Johnson Marque Ohmes Jasi Cotton Lanier Ben Loggins T. Ryan Mooney Anderson Martin Marcelle Coletti Stephen Conroy Casey Ann Zeller Anthony DiRocco | Nomination |        |
| 2019  | 25e cérémonie des Screen Actors Guild Awards | Meilleure équipe de cascadeurs dans une série télévisée | Ashley Rae Trisler Russell Towery Bob Fisher Andy Rusk Taylor Towery Shellita Boxie Jennifer Badger Elizabeth Davidovich Becky Decker Cal Johnson Marque Ohmes Jasi Cotton Lanier Ben Loggins T. Ryan Mooney Anderson Martin Marcelle Coletti Stephen Conroy Casey Ann Zeller Anthony DiRocco | Nomination |        |
| 2020  | 26e cérémonie des Screen Actors Guild Awards | Meilleure équipe de cascadeurs dans une série télévisée | Ashley Rae Trisler Russell Towery Bob Fisher Andy Rusk Taylor Towery Shellita Boxie Jennifer Badger Elizabeth Davidovich Becky Decker Cal Johnson Marque Ohmes Jasi Cotton Lanier Ben Loggins T. Ryan Mooney Anderson Martin Marcelle Coletti Stephen Conroy Casey Ann Zeller Anthony DiRocco | Nomination |        |

## Scream Awards
| 2011 | 6e cérémonie des Scream Awards |                                                       |               |            |        |
| 2011 | 6e cérémonie des Scream Awards | Meilleur Comic Book                                   |               | Lauréat    | [ 19 ] |
| 2011 | 6e cérémonie des Scream Awards | Meilleure série                                       |               | Nomination | [ 19 ] |
| 2011 | 6e cérémonie des Scream Awards | Meilleur acteur secondaire                            | Jon Bernthal  | Nomination | [ 19 ] |
| 2011 | 6e cérémonie des Scream Awards | Meilleur second rôle féminin dans une série télévisée | Laurie Holden | Nomination | [ 19 ] |

## Teen Choice Awards
| Année | Cérémonie                            | Récompense                                                                           | Résultat   | Réf    |
| ----- | ------------------------------------ | ------------------------------------------------------------------------------------ | ---------- | ------ |
| 2011  | 13e cérémonie des Teen Choice Awards | Meilleure nouveauté                                                                  | Nomination |        |
| 2013  | 15e cérémonie des Teen Choice Awards | Choice TV: Action Horror Show                                                        | Nomination |        |
| 2014  | 16e cérémonie des Teen Choice Awards | Choice TV: Action Horror Show                                                        | Nomination |        |
| 2016  | 18e cérémonie des Teen Choice Awards | Meilleur acteur dans une série de science-fiction ou fantastique pour Andrew Lincoln | Lauréat    | [ 20 ] |

## Visual Effects Society
| Année | Cérémonie                               | Récompense                | Résultat   | Réf    |
| ----- | --------------------------------------- | ------------------------- | ---------- | ------ |
| 2011  | 9e cérémonie des Visual Effects Society | Meilleurs effets spéciaux | Nomination | [ 21 ] |